# Northrop Grumman E-2 Hawkeye
Northrop Grumman E-2 Hawkeye je dvomotorno turbopropelersko palubno letalo za zgodnje opozarjanje in kontrolo - (AEW&C). Razvilo ga je v poznih 1950ih ameriško podjetje Grumman Aircraft Company za Ameriško mornarico, kot naslednika za E-1 Tracer. Letalo so pozneje modernizirali v verzije E-2B, E-2C in na koncu v E-2D, ki je prvič poletel leta 2007. Lahko deluje v vseh vremenskih pogojih. E-2 je palubno letalo z najdaljšim časom proizvodnje, ki traja že od leta 1960. E-2 uporabljajo tudi Egipt, Francija, Izrael, Japonska, Mehika, Singapur in Tajvan.
Letalo je dobilo tudi vzdevek "Super Fudd", potem ko je nadomestil E-1 Tracer "Willy Fudd". V zadnjem času pa tudi  "Hummer" zaradi zvoka njegovih motorjev. 
V 1950ih je bilo velika razvoja na področju letečih radarjev. Pozneje so se ta letala začela uporabljati kot kontrolni centri. Ameriška mornarica je uporabljala Grumman E-1 Tracer v obdobju 1958-1977.

## Tehnične specifikacije (E-2C/D)
Podatki iz US Navy fact file E-2D_Storybook (page 25)
Splošne karakteristike
- Posadka: Five: Pilot, kopilot, Radarski oficir (RO), Bojni oficir (CICO), Kontrolni oficir (ACO)
- Dolžina: 57 ft 8,75 in (17,60 m)
- Razpon kril: 80 ft 7 in (24,56 m)
- Višina: 18 ft 3,75 in (5,58 m)
- Površina kril: 700 ft² (65 m²)
- Teža praznega letala: 40 200 lb (18 090 kg)
- Naložena teža: 43 068 lb (19 536 kg)
- Maks. vzletna teža: 57 500 lb (26 083 kg)
- Pogon letala: 2 ×  turbopropi Allison / Rolls-Royce T56-A-427 (E-2C), T56-A-427A (E-2D), 5 100 KM (3 800 kW)  vsak

 Zmogljivost 
- Maks. hitrost: 350 vozlov (648 km/h)
- Potovalna hitrost: 256 vozlov (474 km/h)
- Največji doseg: 1 462 nmi (2 708 km)
- Trajanje leta: 6 urhr
- Višina leta: 34 700 ft (10 576 m)
- Obremenitev kril: 72,7 lb/ft² (355 kg/m²)
- Razmerje moč/teža: 0,19 KM/lb (0,32 kW/kg)

Letalska elektronika

AN/APS-145 Radar, OL-483/AP IFF interrogator system, APX-100 IFF Transponder, OL-698/ASQ Tactical Computer Group, AN/ARC-182 UHF/VHF radio, AN/ARC-158 UHF radio, AN/ARQ-34 HF radio, AN/USC-42 Mini-DAMA SATCOM system